# Lydie Lemercier de Nerville
Lydie Lemercier de Nerville, dite Madame Aubernon, née le 30 décembre 1824 à Paris et morte le 2 septembre 1899 à Louveciennes, est une salonnière française, qui a tenu un des plus célèbres salons littéraires parisiens de la fin du XIXe siècle.

## Biographie
Euphrasie Héloïse Lydie Lemercier de Nerville naît en 1824 dans l'ancien 2e arrondissement de Paris, de Jean Jacques Lemercier de Nerville et d'Adélaïde Héloïse Lafitte, son épouse. Elle est la fille d’un trésorier général, la petite-nièce du banquier Jacques Laffitte (son parrain) et la nièce de Charles Laffitte, un des promoteurs de la ligne de chemin de fer Paris-Rouen. 
De son mariage avec le conseiller d’État Georges Aubernon, fils d’un pair de France, elle a un fils, Raoul, né en 1845. Le couple se sépare en 1848. Lydie vit alors avec sa mère dans un hôtel particulier square de Messine (8e arrondissement) où chacune tient un salon. L’été, elles gagnent leur propriété du Cœur-Volant à Louveciennes, acheté en 1881, puis celle de Trouville-sur-Mer, La Maison Brûlée. 
À la mort de sa mère en 1881, Mme Aubernon s’installe dans un appartement 25, rue d’Astorg, où les fameux « dîners à la sonnette » reprennent. En 1893, à 68 ans, elle achète un terrain au 11 rue Montchanin (aujourd’hui rue Jacques-Bingen), dans le 17e arrondissement et fait construire un hôtel de style Louis XVI par l’architecte Édouard Dailly. Elle y tient salon jusqu’à sa mort, survenue six ans plus tard.

## Le salon de Madame Aubernon

### Les dîners à la sonnette

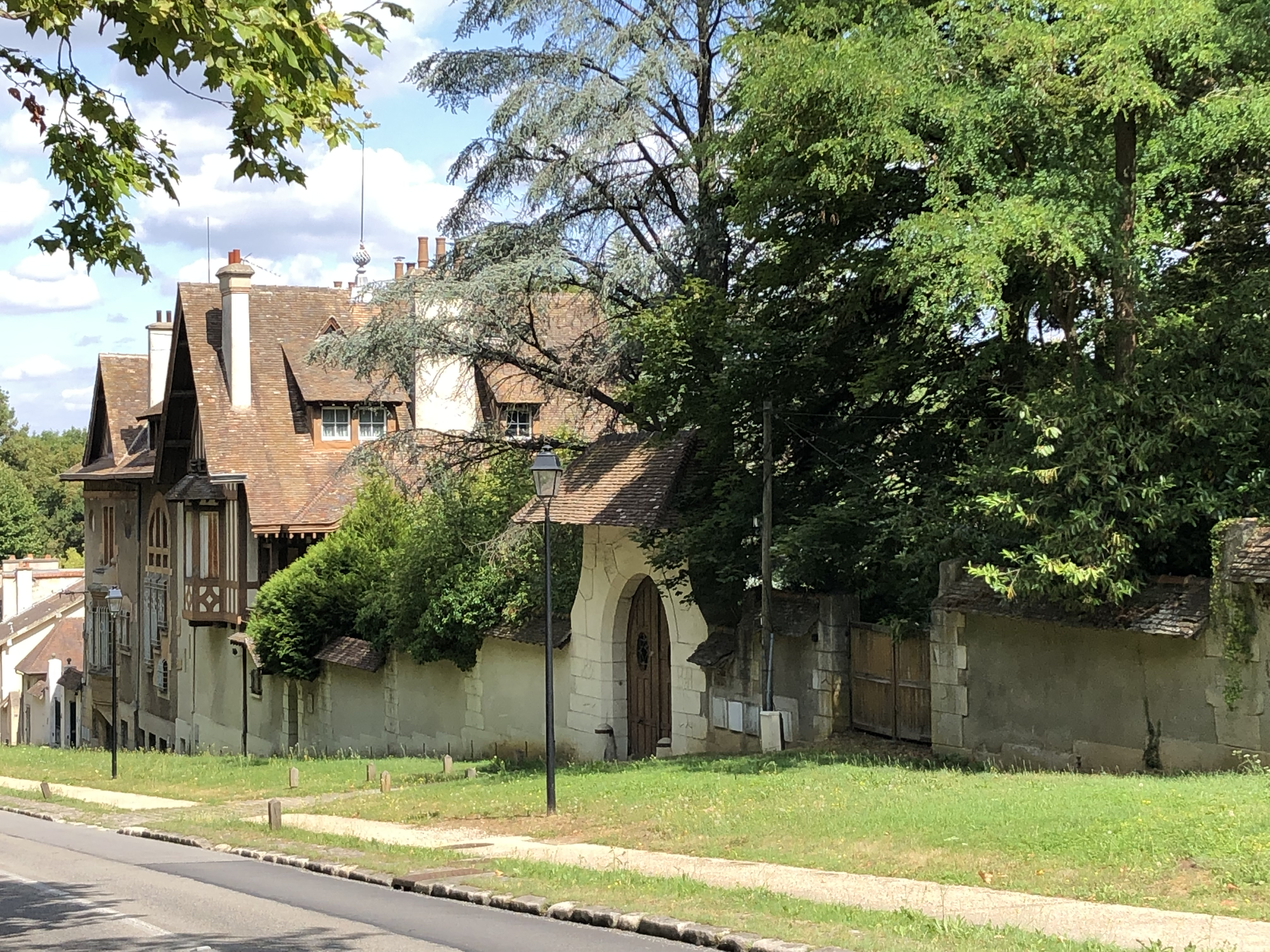
Manoir du Cœur-Volant (Louveciennes).

Madame Aubernon recevait tous les jours de 5 à 7, donnait un dîner intime un vendredi sur deux et un « dîner sérieux » tous les samedis. C’était des dîners d’hommes. Selon Paul Morand, elle faisait dîner les gens à sept heures et demie, les gavait de force, comme en province, et organisait les échanges avec la douceur d’un président d’assises : « Tout à l’heure, Pailleron, vous parlerez à votre tour. » Le sujet de conversation était annoncé à l’avance (ex : « Que pensez-vous de l’adultère ? »). À partir du potage, chacun à son tour prenait la parole. 
Elle dirigeait les conversations à la sonnette. Le peintre Jacques-Émile Blanche, introduit par un camarade, est prévenu : chacun est interrogé à son tour ; toute personne qui tente de prendre la parole est rappelée à l’ordre. On prenait le café à table pour éviter les interruptions. La soirée se prolongeait au salon jusqu’à 23 h.
Victor Du Bled ne cache pas son admiration pour l’organisation dont faisait preuve l’hôtesse : 
« Que d’habileté, que de verve, quelle adresse à mettre sur le tapis le sujet propre à faire briller tel convive, que de tempérament dans l’application d’un système absolu… Avec quel art elle groupait les hommes éminents, quelle stratégie dans la composition et la conduite de ses dîners ! Presque toujours un ou deux grands ténors de conversation, quelques rôles à manteaux, des Dugazon, des personnages muets par modestie. Elle avait encore une manière originale de qualifier ses dîners : elle nous les annonçait du nom du principal convive : il y avait le dîner Dumas, le dîner Caro, le dîner Renan, le dîner Jules Simon, le dîner Gaston Boissier, le dîner Brunetière, le dîner Becque, etc. »
L’écrivain catholique Étienne Lamy comparait quant à lui son esprit à « la bassine des Halles où on pêche quelque chose avec une longue fourchette ». Il lui reprochait de ne pas s’intéresser aux grands problèmes politiques, religieux et sociaux, ni à l’histoire, à la philosophie, à la nature ou aux voyages. Ses genres préférés étaient le roman, le théâtre, les moralistes.
Mme Aubernon donnait aussi des « dîners de pardonnés » à ceux qui revenaient après avoir abandonné son salon pour des raisons diverses et, deux ou trois fois par an, des « dîners frivoles » où étaient invités des femmes et des hommes aimables mais lettrés. À certains convives des « dîners sérieux » qui se plaignaient de l’absence de femmes, elle répliquait : « Je donne à causer, je ne donne pas à aimer. »
Elle resta très raisonnable à propos de l’affaire Dreyfus et quand on lui demanda : « Que faites-vous de vos juifs ? », elle répondit : « Je les garde. »

### Les invités
On vit chez elle Guy de Maupassant, le dramaturge Porto-Riche, l’historien Gabriel Hanotaux, Georges Clémenceau, l’écrivain belge Georges Rodenbach, l’helléniste Brochard, le médiéviste Gaston Paris, le philosophe Edme Caro, les romanciers Paul Bourget et Marcel Prévost, le commandant Henri Rivière, le dramaturge Édouard Pailleron, l’homme politique Paul Deschanel. Eugène Labiche, récemment reçu à l’Académie française, fut présenté par Alexandre Dumas. Il fut très apprécié pour sa gaieté.
L’homme politique Jules Simon se révéla un « causeur exquis » à partir de février 1887. Henri Becque, surnommé « le misanthrope gai » par le critique Louis Ganderax, succéda à Dumas fils comme favori. Il amusait la maîtresse de maison qui reconnaissait toutefois son mauvais caractère et, quand il refusait de dîner avec un autre habitué, elle menaçait de ne plus le recevoir qu’avec Ganderax. Elle l’encourageait à travailler ; il mourut sans avoir terminé sa dernière pièce, Les Polichinelles, qu’il refaisait sans cesse et pour laquelle son amie affirmait avoir une prédilection.
À partir de 1890, Mme Aubernon reçoit Fernand Gregh, Pierre Sardou et un Henri de Régnier très critique.
Plus tard vinrent l’écrivain Paul Hervieu, le poète Henri de Régnier et son beau-frère René Doumic, Mlles de Heredia qu’ils épousèrent ; Robert de Flers apparut en 1897, le journaliste Henry Fouquier — pas aussi brillant que dans ses articles et qui s’en excusait : « La table n’est pas mon meuble »  —, la romancière Gyp dont elle monta des œuvres.  L’écrivain italien Gabriele d’Annunzio, qui vint à Paris en 1898, fut l’invité de Mme Aubernon ; à sa question : « Monsieur d’Annunzio, que pensez-vous de l’amour ? », il répondit fort impertinemment : « Madame, lisez mes livres et permettez-moi de déjeuner. »
Madame Aubernon continue à recevoir pendant ses vacances à Louveciennes. Marcel Proust et Reynaldo Hahn assistèrent en juillet 1895 à une soirée au « Cœur-Volant » qui les empêcha de se rendre à une invitation de Robert de Montesquiou. Barbey d’Aurevilly dîna deux fois chez Mme Aubernon. Victor Du Bled le vit dîner avec eux, ayant au creux de la main gauche, un petit miroir pour voir si son maquillage tenait.

### Les représentations théâtrales
On donna chez Mme Aubernon de brillantes représentations dont les acteurs étaient les habitués du salon. L’écrivain Abel Hermant fut de ceux-là, comme le fils et la belle-fille de la maîtresse de maison ou le futur Président de la République Paul Deschanel, responsable de la brouille avec Dumas qui le surprit aux pieds de sa fille Colette récemment mariée et demanda en vain son renvoi. 
Au répertoire, des pièces de Molière (Madame Aubernon se réserva le rôle de la comtesse d’Escarbagnas), de Dumas fils, d’Octave Feuillet, de Victorien Sardou qui remania Rabagas pour la petite scène ; La Parisienne d’Henry Becque, avec Réjane dans le rôle-titre, qui fut créée dans l’hôtel de la rue Montchanin avant d’être montée au Théâtre de la Renaissance ; des pièces d’Ibsen représentées pour la première fois en France : La Maison de poupée et Borkmann qui nécessita 116 répétitions durant quinze mois et fut créé lui aussi rue Montchanin. On joua aussi des revues du marquis de Massa. Des auteurs venaient lire leurs pièces chez Madame Aubernon, espérant être joués. 
Comme chez sa mère durant les concerts, les hommes pouvaient s’asseoir durant les représentations. Jusqu’à 150 hommes et femmes se pressaient à ces soirées.
Le hall à deux étages de l’hôtel du square de Messine se prêtait aux représentations théâtrales. La première à laquelle assista Abel Hermant fut celle de Diane de Lys d’Alexandre Dumas fils : « […] il y eut une sorte de prologue, débité par Mme Aubernon elle-même, qui personnifiait son propre théâtre, vêtue d’un costume allégorique : autour de son corps, qui ne manquait pas d’ampleur, s’enroulait un large ruban de moire, teinte Légion d’Honneur, où les titres de toutes les pièces de Dumas étaient frappés en lettres d’or, et elle portait en guise de coiffure, un peu sur l’oreille, un petit buste entièrement doré de l’auteur de L’Ami des femmes. Elle récita des vers de mirliton se terminant par : « Et de Dumas je suis coiffée. » Le jeune homme fut pris d’un fou rire si bien qu’il ne fut invité que par intermittence. »

## Les derniers jours
Lydie Aubernon mourut le 2 septembre 1899 dans sa propriété de Louveciennes, d’un cancer de la langue. Certains amis fidèles étaient venus lui rendre visite jusqu’à ses derniers jours. L’oraison funèbre d’Henri de Régnier fut aussi lapidaire que méchante : « Elle fut de ces femmes que tout le monde regrette et qui ne manquent à personne. »
Sa tombe, très abîmée, se trouve toujours dans le cimetière de Louveciennes. Les journaux de l’époque soulignent quant à eux, avec sa disparition, « la grande perte pour la société intellectuelle de Paris ».
Le salon a été évoqué par plusieurs romanciers et dramaturges, en particulier Madame Aubernon est l’un des modèles de la Madame Verdurin de Marcel Proust.
Son hôtel, vendu par ses descendants au collectionneur argentin Charles Vincent Ocampo, a été légué par lui à la ville de Paris à condition d’en faire un lieu culturel. Il abrite actuellement la cinémathèque Robert-Lynen.

## Sources
- Gérard Desanges, Les Salons littéraires, Cahier de la Société historique et archéologique des VIIIe et XVIIe arrondissements, 2007, no 22.
- Danièle Prévost, Le Salon de Madame Aubernon, (Article en ligne). Société historique et archéologique des VIIIe et XVIIe arrondissements, cahier à paraître.